# Latah Creek
Latah Creek ou Hangman Creek est un cours d'eau de 97 kilomètres de long dans les États de Washington et de l'Idaho, aux États-Unis. Il se jette dans la Spokane, un affluent du fleuve Columbia.